# James Stanhope (7e comte Stanhope)
James Richard Stanhope, 7e comte Stanhope, (11 novembre 1880 - 15 août 1967), titré vicomte Mahon jusqu'en 1905, et connu sous le nom de comte Stanhope de 1905 jusqu'à sa mort, est un homme politique conservateur britannique.

## Jeunesse
James Stanhope est le fils aîné d'Arthur Stanhope (6e comte Stanhope) et d'Evelyn Henrietta Pennefather, fille de Richard Pennefather de Knockeevan, du comté de Tipperary et d'Emily Butler. Il est le neveu d'Edward Stanhope et Philip Stanhope (1er baron Weardale).
Lord Mahon est nommé sous-lieutenant dans les Grenadier Guards le 5 janvier 1901 et est parti avec son bataillon pour servir en Afrique du Sud pendant la seconde guerre des Boers. À l'issue de cette guerre, en juin 1902, il revient avec un important contingent d'hommes des régiments de gardes à bord du SS Lake Michigan, qui arrive à Southampton en octobre 1902.

## Carrière politique
Stanhope entre à la Chambre des lords à la mort de son père en 1905 et prononce son premier discours en novembre 1909. Il occupe son premier poste de secrétaire parlementaire du War Office sous la direction de David Lloyd George entre 1918 et 1919. En 1924, il est nommé Lord de l'Amirauté sous le direction de Stanley Baldwin, poste qu'il occupe jusqu'à ce que les conservateurs perdent le pouvoir en 1929. La dernière année, il est admis au Conseil privé. Après la formation du gouvernement national en 1931, il sert sous Ramsay MacDonald comme secrétaire parlementaire et financier de l'Amirauté en 1931, comme Sous-secrétaire d'État à la guerre entre 1931 et 1934 et comme sous-secrétaire d'État aux Affaires étrangères, la dernière année sous la présidence de Stanley Baldwin. En 1934, il est fait chevalier de la jarretière.
Il entre au cabinet en juin 1936 lorsque Baldwin le nomme premier commissaire aux travaux. Lorsque Neville Chamberlain devient Premier ministre en mai 1937, Stanhope est nommé président du Board of Education et, en février 1938, il succède à Edward Frederick Lindley Wood à la tête de la Chambre des lords. En octobre 1938, il devient premier lord de l'amirauté tout en continuant à diriger la Chambre des lords. Après le déclenchement de la Seconde Guerre mondiale en septembre 1939, Winston Churchill lui succède comme premier lord de l'amirauté et est nommé lord président du Conseil. Il reste chef de la Chambre des lords et lord président jusqu'à ce que Churchill devienne premier ministre en 1940. Cependant, il ne sert pas dans le Cabinet de guerre de Churchill et n'occupe plus de poste ministériel. Il prononce son dernier discours à la Chambre des Lords en décembre 1960.
En juillet 1940, Stanhope et plusieurs autres hommes politiques nationaux - dont Baldwin et Chamberlain - sont pris pour cible dans la polémique Guilty Men. Cette publication accuse ces hommes de ne pas avoir préparé la Grande-Bretagne à la guerre imminente et d'avoir pratiqué l'apaisement avec l'Allemagne nazie dans les années 1930. Les accusations portées contre Guilty Men sont par la suite remises en question par certains critiques.

## Famille
Lord Stanhope épouse Eileen Browne (1889–1940), la fille aînée de George Browne (6e marquis de Sligo), et Agatha Stewart Hodgson, petite-fille de William Forsyth. Ils n'ont pas d'enfants. Elle est décédée en septembre 1940, à l'âge de 51 ans. Avec la mort d'Edward Scudamore-Stanhope, 12e comte de Chesterfield en 1952, Lord Stanhope hérite des titres de Comte de Chesterfield et baron Stanhope, mais n'a pas demandé de bref d'assignation pour porter le titre de comte de Chesterfield plus important, et continue d'être connu comme le comte Stanhope. Stanhope est décédé en août 1967, à l'âge de 86 ans. À sa mort, les comtés et la baronnie de Stanhope disparaissent, tandis que la vicomté de Stanhope de Mahon et de la baronnie de Stanhope d'Elvaston passent à son héritier le plus proche, William Stanhope (11e comte de Harrington). Lord Stanhope lègue son siège de Chevening à la nation.